# Deakin Hall (homme politique)
Pour les articles homonymes, voir Deakin Hall et Hall.
Deakin Alexander Hall (1884-1957) est un homme politique provincial canadien de la Saskatchewan. Il représente, à titre de député du Parti libéral de la Saskatchewan, la circonscription de Cumberland de 1913 à 1921 et de 1922 à 1934, la circonscription d'Athabasca de 1934 à 1938 et à nouveau Cumberland de 1938 à 1944.